# Carex orbicularis
Carex orbicularis är en halvgräsart som beskrevs av Francis M.B. Boott. Carex orbicularis ingår i släktet starrar, och familjen halvgräs.

## Underarter
Arten delas in i följande underarter:
- C. o. kotschyana
- C. o. orbicularis
- C. o. caucasica